# Sympherobius perparvus
Sympherobius perparvus is een insect uit de familie van de bruine gaasvliegen (Hemerobiidae), die tot de orde netvleugeligen (Neuroptera) behoort. 
Sympherobius perparvus is voor het eerst wetenschappelijk beschreven door McLachlan in 1869.